# 大相撲平成23年1月場所
大相撲平成23年1月場所（おおずもうへいせい23ねん1がつばしょ）は、2011年1月9日から1月23日まで東京・両国国技館で開催された大相撲本場所。
幕内最高優勝は横綱・白鵬翔（14勝1敗・6場所連続18回目）。

## 場所前の話題など
番付発表は平成22年（2010年）12月21日。
白鵬が一人横綱として連覇を続けており、この場所で6連覇を達成して大鵬の記録に並ぶかが当面の焦点である。
また新年を迎え、新たに横綱・大関に挑戦する力士が現れるのか、白鵬の一人勝ち状態に待ったをかける力士が現れるのかも期待される。
なお、東の正大関を日本人力士が務めるのは平成21年1月場所の琴光喜以来2年ぶり。日馬富士は大関昇進後初めての角番である。

## 番付・星取表
| 東       | 成績    | 結果   | 番付   | 西       | 成績    | 結果   |
| -------- | ------- | ------ | ------ | -------- | ------- | ------ |
| 白鵬     | 14勝1敗 | 優勝   | 横綱   |          |         |        |
| 魁皇     | 9勝6敗  |        | 大関   | 把瑠都   | 9勝6敗  |        |
| 琴欧洲   | 10勝5敗 |        | 大関   | 日馬富士 | 8勝7敗  |        |
| 稀勢の里 | 10勝5敗 | 殊勲賞 | 関脇   | 琴奨菊   | 11勝4敗 | 技能賞 |
| 栃煌山   | 6勝9敗  |        | 小結   | 鶴竜     | 8勝7敗  |        |
| 豊ノ島   | 8勝7敗  |        | 前頭1  | 安美錦   | 6勝9敗  |        |
| 栃ノ心   | 4勝11敗 |        | 前頭2  | 嘉風     | 4勝11敗 |        |
| 阿覧     | 5勝10敗 |        | 前頭3  | 玉鷲     | 5勝10敗 |        |
| 豊真将   | 8勝7敗  |        | 前頭4  | 徳瀬川   | 9勝6敗  |        |
| 豪栄道   | 11勝4敗 |        | 前頭5  | 朝赤龍   | 6勝9敗  |        |
| 旭天鵬   | 7勝8敗  |        | 前頭6  | 臥牙丸   | 5勝10敗 |        |
| 豪風     | 8勝7敗  |        | 前頭7  | 土佐豊   | 7勝8敗  |        |
| 北太樹   | 9勝6敗  |        | 前頭8  | 時天空   | 6勝9敗  |        |
| 高見盛   | 6勝9敗  |        | 前頭9  | 若の里   | 8勝7敗  |        |
| 雅山     | 6勝9敗  |        | 前頭10 | 白馬     | 8勝7敗  |        |
| 翔天狼   | 8勝7敗  |        | 前頭11 | 霜鳳     | 2勝13敗 |        |
| 光龍     | 8勝7敗  |        | 前頭12 | 猛虎浪   | 8勝7敗  |        |
| 隠岐の海 | 11勝4敗 | 敢闘賞 | 前頭13 | 琴春日   | 8勝7敗  |        |
| 若荒雄   | 9勝6敗  |        | 前頭14 | 木村山   | 6勝9敗  |        |
| 黒海     | 3勝12敗 |        | 前頭15 | 豊響     | 9勝6敗  |        |
| 蒼国来   | 8勝7敗  |        | 前頭16 | 栃乃洋   | 9勝6敗  |        |
| 豊桜     | 5勝10敗 |        | 前頭17 |          |         |        |

## 優勝争い
初日に大関把瑠都が前場所優勝同点の平幕豊ノ島に敗れ、角番の日馬富士のみが4日目まで勝ちっ放したが5日目から2連敗した。大関・三役陣に代わって場所序盤を盛り上げたのはこの場所番付を幕内下位に下げていた若の里と栃乃洋の両ベテランで、若の里は初日から5連勝、栃乃洋は初日から7連勝と活躍し、全勝の横綱白鵬と並走した。
7日目の時点では白鵬と栃乃洋の2人が全勝、その下に把瑠都、琴欧洲ら1敗勢が4人という状況であったが、栃乃洋は中日に初黒星を喫した。白鵬は嘉風や豊真将を相手に危ない場面も見られたものの、着々と白星を並べてこの場所も優勝戦線の単独トップに立った。
10日目にはすでに白鵬の連勝が23に及び、さらに把瑠都、琴欧洲の2人が敗れたため1敗が消え、白鵬とは星の差2つという展開となった。ところが翌11日目、白鵬が前場所で連勝をストップされた関脇稀勢の里を相手にまたしても苦杯を喫するという波乱があり、これで1敗の白鵬を2敗の琴欧洲と栃乃洋、そして序盤に2敗となるもこの日まで7連勝していた平幕隠岐の海が追う展開となった。10日目まで1敗を守っていた把瑠都はこの11日目に2敗となってから3連敗となり優勝争いから脱落した。
ベテラン栃乃洋は終盤に疲れが出たかその後千秋楽まで4連敗。琴欧洲は白鵬が敗れた翌12日目に小結鶴竜戦で痛い3敗目の後、白鵬・魁皇と横綱大関戦も連敗して脱落。最後まで2敗を守った隠岐の海は14日目に稀勢の里との対戦が組まれ、ここで稀勢の里が幕内上位の力を見せつけて隠岐の海は3敗目を喫した。白鵬は終盤の大関戦を連破し、隠岐の海が敗れた14日目の結びで把瑠都を掬い投げで破った時点で白鵬の6場所連続18回目の優勝が決定した。6連覇は昭和37～38年と昭和41～42年の横綱大鵬、平成16～17年の横綱朝青龍に続く史上3人目、4度目の快挙となった。連覇記録としては朝青龍に次ぎ、大鵬と並ぶ2位タイとなる。
白鵬はその後千秋楽で魁皇を下して14勝1敗。優勝次点は11勝4敗の関脇琴奨菊、平幕の豪栄道、隠岐の海となった。得意のがぶり寄りが冴えを見せて三役で初の二桁勝利を挙げた琴奨菊に技能賞、11勝4敗と幕内で初の二桁勝利を挙げて最後まで優勝争いを演じた隠岐の海に敢闘賞、そして白鵬を二場所連続で下した稀勢の里に殊勲賞がそれぞれ贈られた。

## 各段優勝・三賞
- 幕内最高優勝　白鵬　14勝1敗（6場所連続18回目）
  - 殊勲賞　稀勢の里　10勝5敗（4回目）
  - 敢闘賞　隠岐の海　11勝4敗（初）
  - 技能賞　琴奨菊　11勝4敗（3回目）
- 十両優勝　春日王　12勝3敗
- 幕下優勝　松谷　7戦全勝
- 三段目優勝　白虎　7戦全勝
- 序二段優勝　剛乃海　7戦全勝
- 序ノ口優勝　蘇　7戦全勝

## トピック
- 1月9日の初日は天覧相撲であった。[1]
- この場所の終了直後の2月に入って、前年から行われてきた大相撲野球賭博問題の捜査の過程で力士間の八百長が行われていた可能性が浮上（大相撲八百長問題）し、日本相撲協会は3月場所と5月場所の開催を中止した（後者は代替として技量審査場所を開催）。その結果、次の本場所開催は半年後の7月場所となる。